# オーバーウォッチワールドカップ
オーバーウォッチワールドカップ（英: Overwatch World Cup、OWWC）は、ブリザード・エンターテイメントが毎年開催している『オーバーウォッチ』の国際大会。

## 概要
大会形式は毎年異なり、直近の大会では予選ステージで各国代表チームがシングルエリミネーショントーナメント方式で対戦し、ランキングで事前参加資格を得た5つの各国代表チームも含めたグループステージの参加資格を獲得する。グループステージの上位チームは、毎年11月に開催されるBlizzConで行われるプレーオフに進出することができる。最初の3回のワールドカップは韓国が優勝し、直近の大会ではサウジアラビアが優勝している。

## 歴史
『オーバーウォッチ』の元リードゲーム・ディレクターであるジェフリー・キャプランによると、『オーバーウォッチ』がEスポーツに特化して開発されたタイトルではない。ESPNのDan Szymborskiは、『オーバーウォッチ』は『CS:GO』や『Call of Duty』のような既存のEスポーツタイトルとは十分に異なる見た目とプレイスタイルを持ち、マップやキャラクターの種類も十分で、さらにゲームを長く維持するためにBlizzardの強力な支援があることから、次世代の大きなEスポーツタイトルとして位置づけられたと述べている。Gamasutraに寄稿したBryant Francisは、『オーバーウォッチ』のスピード感と試合時間の短さが視聴者にとって非常に魅力的で、Eスポーツタイトルとしての支持を強めていると指摘している。『オーバーウォッチ』のEスポーツ展開は、『Rolling Stone』紙によって、"まずクローズドベータ、次にオープンベータ、次にフルリリース、そして対戦モード、最後にリーグ "と、段階的にゲームを展開する戦略の一部であると説明されている。
2016年6月、Eスポーツ大会の主催団体であるESLは、2016年8月に「Overwatch Atlantic Showdown」という『オーバーウォッチ』初の国際大会の開催を発表した。この大会では、6月から4回の公開予選が行われ、その後、地域予選、そして最終のオンライン予選が行われた。そして、8月20日から21日にかけて「Gamescom 2016」で開催されたオフライン決勝戦で、8チームが6桁の賞金を賭けて競い合った。ターナー・ブロードキャスティング傘下のELeagueは、2016年7月から賞金総額30万ドルの第1回「Overwatch Open tournament」を開催し、2016年9月にTurnerのケーブルチャンネルTBSで大会の決勝戦を放送する予定であると発表した。
2016年8月、Blizzardは自社が主催する国際大会「オーバーウォッチワールドカップ（Overwatch World Cup、OWWC）」を発表し、ゲームのユーザーが国や地域を代表するチームを投票で選ぶことを可能にした。代表チームを決定するための投票は300万票を超えた。第1回大会（OWWC 2016）は、「BlizzCon 2016」で行われ約10万人が観戦した。決勝戦（ファイナルラウンド）では韓国チームがロシアチームをスコア4-0で破り、優勝した。
2017年3月、Blizzardは「オーバーウォッチ・ワールドカップ 2017（OWWC 2017）」の開催を発表した。2017年のワールドカップにおける代表チームの選出は、2016年とは異なり、参加国内の競技委員会（英: OWWC National Committee）による投票が必要とされた。競技委員会はBlizzardによる推薦に基づいて設立される組織で、「アナリスト、コーチ、データ分析者、その他の権威のある人物」によって構成される。大会の全ステージにおける出場選手は、それぞれの参加国の競技委員会によって選定される。4月、Blizzardは大会の参加選手を発表した。2017年のワールドカップでは、中国チームの複数の選手が決勝ラウンドでアメリカへの入国ビザを拒否され、チームのうち4選手が代役に交代するという問題が発生した。

## 大会形式

### 過去の大会
2016年大会では、4回つの予選トーナメントによって決勝トーナメント進出チームを選んでいたが、2017年大会・2018年大会では各国のトッププレイヤーの平均スキルレーティングによって出場国を決定していた。予選通過チームは、ラウンドロビン形式のグループに分けられる（2016年大会では4グループ、2017年大会では8グループ、2018年大会では4グループ）。グループステージを突破したチームは、シングルエリミネーション形式のプレーオフブラケットに進出し、優勝チームが決まる。

### 2019の大会形式
2019年大会は、「予選ラウンド」「グループステージ」「プレーオフ」の3つのステージに分けられて進行した。「予選ラウンド」は、参加希望国であれば誰でも参加することができ、シングルエリミネーション形式で行われるシードラウンドとなっている。なお、過去のワールドカップにおける最終順位に基づくポイントランキング方式で国別ランキングが決定され、国別ランキング上位5カ国は予選ラウンドを戦う必要がなく、グループステージへの自動的に出場資格（シード権）をもつ。国別ランキングの上位5カ国および予選ラウンドの上位5カ国が「グループステージ」に進出する。
「グループステージ」に出場する10カ国（10チーム）は、ラウンドロビン形式の2つのグループに均等に振り分けられる。各グループの1位チームは準決勝に、各グループの2位・3位のチームは準々決勝に進み、「グループステージ」を勝ち抜いた6チームによるシングルイリミネーション形式の「プレーオフ」が行われる。大会の優勝チームには金メダル、準優勝チームには銀メダルが授与される。準決勝で敗れた2チームは、銅メダルをかけて対戦する。

## 放送
オーバーウォッチ・ワールドカップは、配信プラットフォームTwitch上のチャンネルで生放送される。公式チャンネルでは、英語、中国語、韓国語、フランス語、ロシア語、ドイツ語、日本語、タイ語による実況・解説が提供されている。その他の言語は、Overwatch World Cupの公式チームページでコミュニティが運営するチャンネルで放送される。第3回大会（OWWC 2018）の開催に先立ち、ディズニーとブリザード・エンターテイメントは、オーバーウォッチのEスポーツ大会の中継に関する複数年契約を締結したことを発表した。

## 結果
| # | 開催年 | 開催国                                        | オフライン会場                                    |      | 優勝           | スコア | 準優勝       |     | 3位          | スコア | 4位      |  | 出場国数 |
| 1 | 2016   | アメリカ                                      | コンベンションセンター カリフォルニア州アナハイム | 韓国 | 4–0            | ロシア | スウェーデン | 2–1 | フィンランド | 16     |          |  |          |
| 2 | 2017   | オーストラリア · 中国 · ポーランド · アメリカ | コンベンションセンター カリフォルニア州アナハイム | 韓国 | 4–1            | カナダ | スウェーデン | 4–2 | フランス     | 32     |          |  |          |
| 3 | 2018   | フランス · 韓国 · タイ · アメリカ             | コンベンションセンター カリフォルニア州アナハイム | 韓国 | 4–0            | 中国   | カナダ       | 3–2 | イギリス     | 24     |          |  |          |
| 4 | 2019   | アメリカ                                      | コンベンションセンター カリフォルニア州アナハイム |      | アメリカ合衆国 | 3–0    | 中国         |     | 韓国         | 3–0    | フランス |  | 10       |
| 5 | 2023   | アメリカ                                      | コンベンションセンター カリフォルニア州アナハイム |      | サウジアラビア | 3-2    | 中国         |     | フィンランド | 3-2    | 韓国     |  | 16       |

### ノックアウト・ラウンドの成績表（全年度）
| No. | 代表チーム     | App's | App's | 成績 | 成績 | 成績 | 成績 | 成績 | 成績 | 成績 | 最高順位                            |
| No. | 代表チーム     | T     | S     | P    | W    | L    | MW   | ML   | MT   | MD   | 最高順位                            |
| --- | -------------- | ----- | ----- | ---- | ---- | ---- | ---- | ---- | ---- | ---- | ----------------------------------- |
| 1   | 韓国           | 5     | +5    | 15   | 12   | 3    | 41   | 14   | 6    | +27  | 優勝 (2016, 2017, 2018)             |
| 2   | アメリカ合衆国 | 5     | +5    | 6    | 2    | 4    | 9    | 12   | 2    | -3   | 優勝 (2019)                         |
| 3   | サウジアラビア | 1     | +1    | 3    | 3    | 0    | 9    | 4    | 0    | +5   | 優勝 (2023)                         |
| 4   | 中国           | 5     | +5    | 10   | 5    | 5    | 18   | 18   | 1    | ±0   | 準優勝 (2018, 2019,2023)            |
| 5   | カナダ         | 3     | ±0    | 7    | 4    | 3    | 14   | 14   | 0    | ±0   | 準優勝 (2017)                       |
| 6   | ロシア         | 1     | -4    | 3    | 2    | 1    | 4    | 5    | 0    | -1   | 準優勝 (2016)                       |
| 7   | スウェーデン   | 2     | -3    | 5    | 2    | 3    | 13   | 8    | 1    | +5   | 3位 (2016, 2017)                    |
| 8   | フィンランド   | 3     | ±0    | 7    | 3    | 4    | 11   | 13   | 1    | -2   | 3位 (2023)                          |
| 9   | フランス       | 4     | +3    | 5    | 4    | 5    | 13   | 20   | 1    | -7   | 4位 (2017, 2019)                    |
| 10  | イギリス       | 3     | ±0    | 5    | 1    | 4    | 3    | 12   | 2    | -9   | 4位 (2018)                          |
| 11  | オーストラリア | 2     | -2    | 2    | 0    | 2    | 2    | 6    | 0    | -4   | 準々決勝進出（ベスト8）(2017, 2018) |
| 12  | スペイン       | 2     | -2    | 2    | 0    | 2    | 1    | 5    | 0    | -4   | 準々決勝進出（ベスト8） (2016,2023) |
| 13  | オランダ       | 1     | ±0    | 1    | 0    | 1    | 1    | 3    | 0    | -2   | 準々決勝進出（ベスト8） (2019)      |
| 14  | デンマーク     | 1     | ±0    | 1    | 0    | 1    | 0    | 3    | 2    | -3   | 準々決勝進出（ベスト8） (2019)      |

情報元: OWWC

## 表彰
オーバーウォッチ・ワールドカップのファイナルラウンド（決勝戦）におけるMVP賞（個人表彰）は、2016年の第1回大会から授与されている。
| 開催年 | 大会MVP                  | 文献   |
| ------ | ------------------------ | ------ |
| 2016   | Gong "Miro" Jin-hyuk     | [ 22 ] |
| 2017   | Félix "xQc" Lengyel      | [ 23 ] |
| 2018   | Bang "JJoNak" Sung-hyeon | [ 24 ] |
| 2019   | Jay "sinatraa" Won       | [ 25 ] |

## 日本代表チーム

### 2016年大会（OWWC 2016）
2016年大会はブリザード・エンターテイメントがプロゲーマーやローカルゲーマー、人気ストリーマーを各国の代表候補として選定し、プレイヤーが投票を行った。日本国内から寄せられた300万以上の投票により、StylishNoob、XQQ、delave、Novadyの4名のメンバーが決定し、投票が最も多かったStylishNoobがチームキャプテンに任命された。さらに、チームキャプテンのStylishNoobが推薦したShoGuN、Novadyの2名を合わせた計6名のチームで2016年9月4日～19日に行われたアジア太平洋地域の予選大会に出場。
アジア太平洋地域予選（OWWC 2016: Asia-Pacific Qualifier）には、台湾・日本・インドネシア・香港・マレーシア・フィリピン・シンガポール・タイ・ベトナムの9か国が出場した。同地域に属する中国・韓国・オーストラリアはシード枠として予選なしで既に本戦出場権を獲得していた。9か国が3チームで構成される３つのグループに分けられ、それぞれのグループで1位となったチーム（計3チーム）が本戦への出場権を獲得する。日本代表チームは、香港代表・タイ代表と同じグループに分けられ、香港代表に勝つも、タイ代表に敗れ、予選敗退。
- 結果：アジア太平洋地域予選4~6位

| OWWC 2016 Team Japan     | OWWC 2016 Team Japan | OWWC 2016 Team Japan | OWWC 2016 Team Japan           |
| プレイヤー名             | 役割                 | 役割                 | 備考                           |
| ------------------------ | -------------------- | -------------------- | ------------------------------ |
| StylishNoob（Yuta Seki） | Player               | Tank                 | 「DeToNator」所属のプロ選手    |
| XQQ（Hibiki Motoyama）   | Player               | DPS                  | 「DeToNator」所属のプロ選手    |
| delave（Daichi Iwaki）   | Player               | DPS                  | 「DeToNator」所属のプロ選手    |
| Nypro                    | Player               | DPS                  | 「Green Leaves」所属のプロ選手 |
| ShoGuN                   | Player               | DPS                  | 「KINGDOM-eX6」所属のプロ選手  |
| Novady                   | Player               | Support              | 「USG Iridata」所属のプロ選手  |

### 2017年大会（OWWC 2017）
2017年大会では、代表チームの選出を、各国の競技委員会（英: OWWC National Committee）が担う制度となった。日本の競技委員会には、ゲームキャスターの岸大河（StanSmith）、プロチームDeToNatorの代表である江尻勝（MaxJam）、プロチームSunSisterの代表である太田桂（moru）の3名がコミュニティ投票によって選出された。
2017年7月21～24日、日本代表は、オーストラリア・シドニーで実施されたアジア太平洋地域の予選大会「OWWC 2017: Sydney Qualifier」に出場。「The Star Event Centre」で開催されたグループステージで、日本代表はグループDを2勝1分で1位通過しプレーオフに進出。プレーオフには4チームが出場し、日本(D 1位)とオーストラリア(C 2位)、スウェーデン(1位)とスペイン(D 2位)が対戦し、それぞれ勝利したチームが本戦への出場権を得ることが出来る。地元オーストラリアが勝利となり、本戦への出場権を獲得した。
- 結果：世界ベスト16、シドニー予選3~4位
- 獲得賞金：$9,000

| OWWC 2017 Team Japan          | OWWC 2017 Team Japan | OWWC 2017 Team Japan | OWWC 2017 Team Japan               |
| プレイヤー名                  | 役割                 | 役割                 | 備考                               |
| ----------------------------- | -------------------- | -------------------- | ---------------------------------- |
| deartn（Kiyoshi Onishi）      | Player               | Tank                 | 「Libalent Supreme」所属のプロ選手 |
| Aktm（Akihiro Kushida）       | Player               | DPS                  | 「USG Iridata」所属のプロ選手      |
| Ta1yo（Sean Taiyo Henderson） | Player               | DPS                  | 「USG Iridata」所属のプロ選手      |
| Jasper（Keigo Tashima）       | Player               | DPS                  | 「Libalent Supreme」所属のプロ選手 |
| CLAIRE（Takahiro Watanabe）   | Player               | Support              | 「USG Iridata」所属のプロ選手      |
| Yoz（Akihiro Kushida）        | Player               | Support              | 「RPG-KINGDOM」所属のプロ選手      |
| 競技委員会                    |                      |                      |                                    |
| StanSmith（Taiga Kishi）      | 競技委員             | 競技委員             | ゲームキャスター                   |
| MaxJam（Masaru Ejiri）        | 競技委員             | 競技委員             | プロチーム「DeToNator」の代表      |
| moru（Katsura Ota）           | 競技委員             | 競技委員             | プロチーム「SunSister」の代表      |

### 2018年大会（OWWC 2018）
2018年5月、日本代表チームの競技委員会として、「CYCLOPS athlete gaming」のヘッドコーチで元選手でもあるXQQ、「AKIHABARA ENCOUNT」のヘッドコーチであるJerophilip、ゲーム雑誌『GAME STAR』の編集長であるmizuiroの3名が選出された。6月～7月にかけて、日本代表選手が選出された。選手7名のうち6名が「CYCLOPS athlete gaming」に所属するプロ選手となった。
2018年8月17日～19日、日本代表は、韓国・仁川市で実施された予選大会「OWWC 2018: Incheon Qualifier」に出場。同予選には、日本・韓国・フィンランド・ロシア・台湾・香港の6か国が出場した。予選では6チームによる総当たり戦を行い、上位2チームが11月にBlizzConで開催される本戦への出場権を獲得する。日本代表は2勝3敗という結果で4位に終わり、予選敗退となった。
- 結果：世界ベスト16、仁川ステージ予選4位（2勝3敗）
- 獲得賞金：$15,000

| OWWC 2018 Team Japan          | OWWC 2018 Team Japan   | OWWC 2018 Team Japan   | OWWC 2018 Team Japan                     |
| プレイヤー名                  | 役割                   | 役割                   | 備考                                     |
| ----------------------------- | ---------------------- | ---------------------- | ---------------------------------------- |
| SamuraiD（Kazuki Nouno）      | Player                 | Tank                   | 「CYCLOPS athlete gaming」所属のプロ選手 |
| Kenmohororo（Kaito Yoshida）  | Player                 | Tank                   | 「CYCLOPS athlete gaming」所属のプロ選手 |
| Ameken（Kenji Hisano）        | Player                 | DPS                    | 「CYCLOPS athlete gaming」所属のプロ選手 |
| Ta1yo（Sean Taiyo Henderson） | Player                 | DPS                    | 「CYCLOPS athlete gaming」所属のプロ選手 |
| Dep（Yuma Hashimoto）         | Player                 | DPS                    | 「CYCLOPS athlete gaming」所属のプロ選手 |
| CLAIRE（Takahiro Watanabe）   | Player                 | Support                | 「CYCLOPS athlete gaming」所属のプロ選手 |
| Sabagod（Ryoma Tsuji）        | Player                 | Support                |                                          |
| 競技委員会                    |                        |                        |                                          |
| XQQ（Hibiki Motoyama）        | ヘッドコーチ           | ヘッドコーチ           | 「CYCLOPS athlete gaming」のヘッドコーチ |
| Jerophilip（Jae-pil Ha）      | ジェネラルマネージャー | ジェネラルマネージャー | 「AKIHABARA ENCOUNT」のヘッドコーチ      |
| mizuiro（Masumi Fukuda）      | コミュニティーリード   | コミュニティーリード   | 「GAME STAR」編集長                      |

### 2019年大会（OWWC 2019）
2019年5月～6月、日本代表チームの競技委員会が組織され、「Green Leaves」のヘッドコーチを務めるYouk、「JUPITER」のジェネラルマネージャーであるmizuiro、「Cosmic Knight Japan」の代表である小野里拓斗（add0ne）がコミュニティ投票によって選出された。7月～8月にかけて競技委員会は代表選手の選出を行い、8月5日に大会に出場する日本代表選手7名が正式発表された。さらに、元選手で代表経験のあるCLAIREがアシスタントコーチとしてチームに参加した。アメリカ合衆国で開催される予選大会へ出場するための渡航費、宿泊費、現地交通費等を集めるために、9月6日に日本代表チームはクラウドファンディングを実施し、目標金額200万円に対して281万円の寄付金が集まった。
2019年大会では、地域予選が廃止され、本戦が行われるカリフォルニア州アナハイム市でシード権を持たない出場国による予選大会（Preliminaries）が実施された。10月28日~11月2日に行われた予選大会では、シード権を持たない28ヶ国が5つのブラケットに別れて、シングルエリミネーション形式の勝ち抜けトーナメントで対戦した。各ブラケットで優勝したチームは、BlizzConで行われる本戦グループステージに出場できる。日本代表は、コロンビア・フィリピン・イタリア・インド・スウェーデンで構成されるブラケットCに参加した。日本代表は初戦でイタリアと当たってスコア2-3で負け、予選敗退した。このブラケットではスウェーデンが優勝し、本戦グループステージへの出場権を手にした。
- 結果：予選11~20位
- 獲得賞金：$5,000

| OWWC 2019 Team Japan          | OWWC 2019 Team Japan   | OWWC 2019 Team Japan   | OWWC 2019 Team Japan                |
| プレイヤー名                  | 役割                   | 役割                   | 備考                                |
| ----------------------------- | ---------------------- | ---------------------- | ----------------------------------- |
| SamuraiD（Kazuki Nouno）      | Player                 | Tank                   | 「ioStux Academy」所属のプロ選手    |
| Kenmohororo（Kaito Yoshida）  | Player                 | Tank                   | 「JUPITER」所属のプロ選手           |
| Ta1yo（Sean Taiyo Henderson） | Player                 | DPS                    | 「JUPITER」所属のプロ選手           |
| Ten（Tenta Asai）             | Player                 | DPS                    | 「Green Leaves」所属のプロ選手      |
| hoshimi（Motoshi Holden）     | Player                 | DPS                    | 「Green Leaves」所属のプロ選手      |
| Xeraphy（Shunsuke Odani）     | Player                 | Support                | 「Green Leaves」所属のプロ選手      |
| Haku（Robert Blohm）          | Player                 | Support                | 「XL2」所属のプロ選手               |
| 競技委員会                    |                        |                        |                                     |
| Youk（Yuki Shimano）          | ヘッドコーチ           | ヘッドコーチ           | 「Green Leaves」のヘッドコーチ      |
| CLAIRE（Takahiro Watanabe）   | アシスタントコーチ     | アシスタントコーチ     |                                     |
| mizuiro（Masumi Fukuda）      | ジェネラルマネージャー | ジェネラルマネージャー | 「JUPITER」のジェネラルマネージャー |
| add0ne（Takuto Onozato）      | コミュニティーリード   | コミュニティーリード   | 「Cosmic Knight Japan」の代表       |